# 龍東路
龍東路，為桃園市中壢區通往龍岡、忠貞和華勛地區的道路，全線皆屬桃74線，起點為龍岡圓環；終點為榮民南路與華勛街，銜接榮民南路。目前中山東路至榮民南路有分隔島；龍岡圓環至中山東路無分隔島。

## 沿經行政區域
- 桃園市
  - 中壢區

## 車道配置
- 龍岡圓環－龍德街與龍昌路：雙向各二車道
- 龍德街與龍昌路－中山東路四段：雙向各一車道
- 中山東路四段-榮民南路與華勛街：雙向各二車道並設有中央綠化安全島

## 主要結點
- 龍岡路三段與龍南路
- 中山東路四段
- 榮民南路與華勛街

## 沿線設施
- 桃園市立龍岡國民中學(147號)[1]
- 龍岡清真寺(216號)
- 渣打國際商業銀行龍岡分行(302號)[2]
- 陸軍專科學校(750號)
- 中華郵政中壢龍東路郵局(桃園47支) (750號)[3]